# Xanthopimpla transmacula
Xanthopimpla transmacula är en stekelart som beskrevs av Wang och Huang 1993. Xanthopimpla transmacula ingår i släktet Xanthopimpla och familjen brokparasitsteklar. Inga underarter finns listade i Catalogue of Life.